# Odryty
Odryty [pronunciación en polaco: /ɔˈdrɨtɨ/] (en alemán: Odritten) es un pueblo ubicado en el distrito administrativo de Gmina Barczewo, dentro del Condado de Olsztyn, Voivodato de Varmia y Masuria, en Polonia del norte. Se encuentra aproximadamente a 9 kilómetros al sureste de Barczewo y a 18 kilómetros al este de la capital regional Olsztyn.
Antes de 1772, el área fue parte de Reino de Polonia, desde el 1772 hasta 1945 parte de Prusia (entre 1871 y 1945 como reino y luego provincia constituyente de Alemania (Prusia Oriental)).
El pueblo tiene una población de 250 habitantes.